# Tectaria devexa
Tectaria devexa là một loài thực vật có mạch trong họ Dryopteridaceae. Loài này được (Kunze ex Mett.) Copel. miêu tả khoa học đầu tiên năm 1907.